# Victor Whitechurch
Victor Lorenzo Whitechurch (Londra, 12 marzo 1868 – 25 maggio 1933) è stato uno scrittore ed ecclesiastico della Chiesa d'Inghilterra inglese.
La maggior parte delle sue opere letterarie appartiene al genere giallo.
Opere
- Il mistero dello scompartimento (The affair of the corridor express), Alphaville Edizioni Digitali, 2010

Questo racconto è il primo a essere stato tradotto in italiano e presenta la figura dell'investigatore Thorpe Hazell, specialista di crimini ferroviari e considerato uno dei "rivali" di Sherlock Holmes. In lingua originale uf prima pubblicato a sé sulla rivista Pearson's Weekly del 22 aprile 1899 e successivamente ifu nserito in un raccolta con altri otto racconti, aventi sempre come protagonista Thorpe Hazel, e con altri cinque gialli, tutte storie di ambientazione ferroviaria . Il volume s'intitola Thrilling stories of the railway  e fu pubblicato nel 1912. (fonte Amazon)